# Egylevelű lágyvirág
Az egylevelű lágyvirág (Malaxis monophyllos) a kosborfélék családjába tartozó, Magyarországról kipusztult növényfaj.

## Megjelenése
Az egylevelű lágyvirág 8-30 cm magas, lágyszárú, évelő növény. A földben található két, egymás melletti, hártyával burkolt szárgumója, ebből nő ki hajtása, melynek tövén egy (ritkán két) széles tojásdad alakú tőlevél ered. A levél hossza 3-9 cm, szélessége 1-3,7 cm. Szára szőrtelen, zöld színű, felső részén kissé élelt.  
Június-júliusban nyílik. A 3-15 cm-es virágzatot 17-50 (80) apró, zöld vagy sárgászöld virág alkotja. Kocsányuk 360°-ban megcsavarodott így a mézajak felfelé irányul. A mézajak (labellum) 2-3 mm hosszú, 1,7-2,2 mm széles, hosszan kihúzott csúcsban végződik. A külső lepellevelek (szirmok) tojásdad-lándzsásak, hosszuk 2,5-3 mm, szélességük 1-1,3 mm. A belső lepellevelek szálas alakúak, 2,2,6 mm hosszúak és 0,3 mm szélesek.    
Termése 7-9,5 mm hosszú toktermés, amelyben átlagosan 1570 mag fejlődik. 

## Elterjedése
Eurázsia és Észak-Amerika északi részén honos. Európában az Alpokban, a Kárpátokban, Skandináviában, Lengyelországban, a Baltikumban és Oroszország európai részén gyakoribb. Európában 1900 méteres, a Himalájában 3000 méteres magasságig találták meg. Magyarországon egy helyről volt ismert, Szentendre mellett gyűjtötték a 19. században; azóta egyszer sem került elő, így kipusztultnak tekinthető.   

## Életmódja
Üde, mohás talajú, árnyas lomb- és fenyőerdőkben, ligeterdőkben, nedves réteken, mohás sziklákon, patakok mentén fordul elő. Inkább mészkedvelő, élőhelyein a talaj kémhatását pH 6,7-9,1 közöttinek mérték.
Június közepétől július közepéig virágzik. Feltehetően rovarok porozzák be, a megtermékenyülési arány 27-65% közötti. Magvai októberre érnek be.    

## Természetvédelmi helyzete
Nagy területen elterjedt, de viszonylag ritka faj, amely érzékeny élőhelyének változásaira, azért a Természetvédelmi Világszövetség Vörös Listáján mérsékelten fenyegetett státusszal szerepel. Magyarországról kipusztult, de mivel Ausztria Burgenland tartományában nemrég megtalálták, újbóli megjelenése nem zárható ki.   

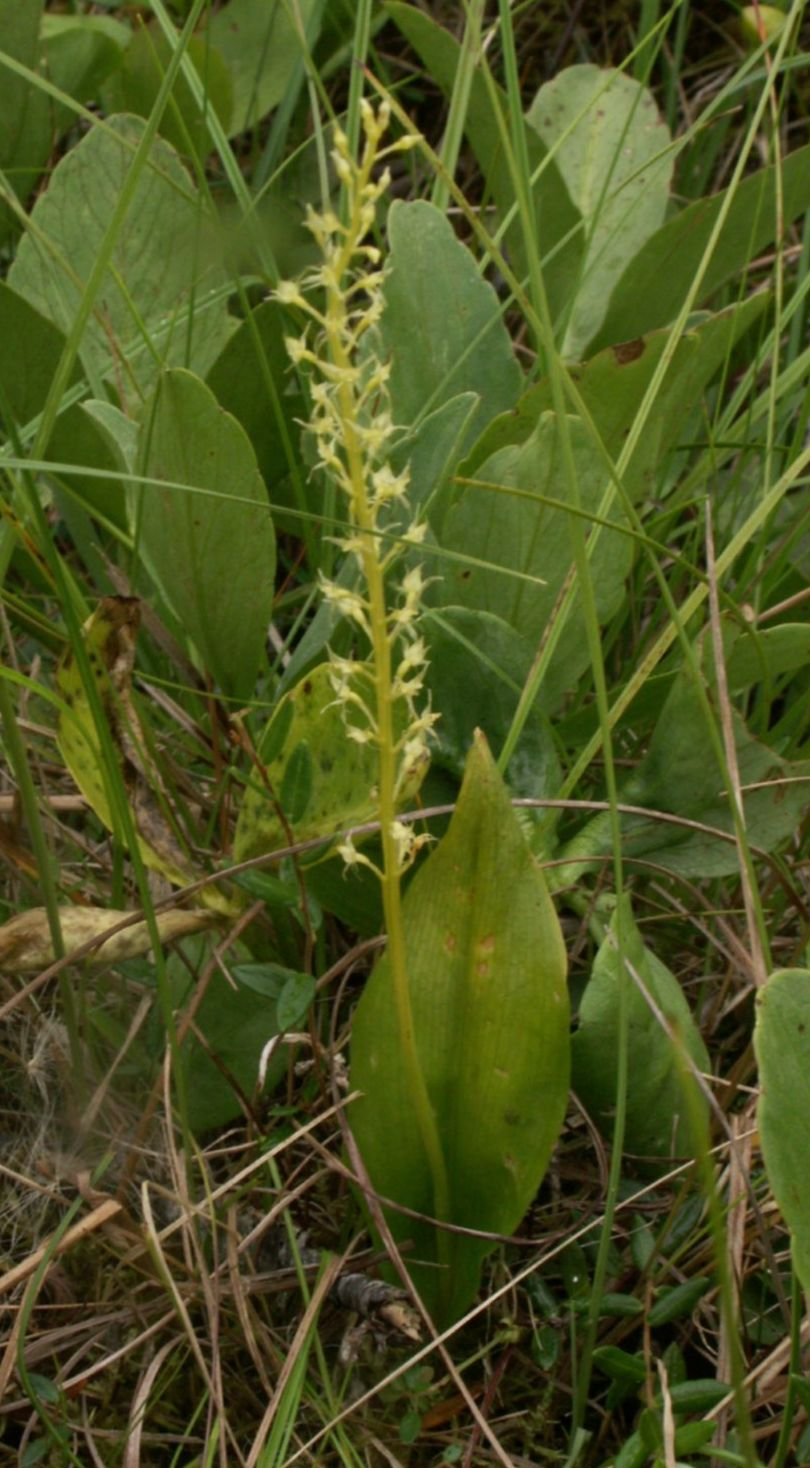
Habitusa
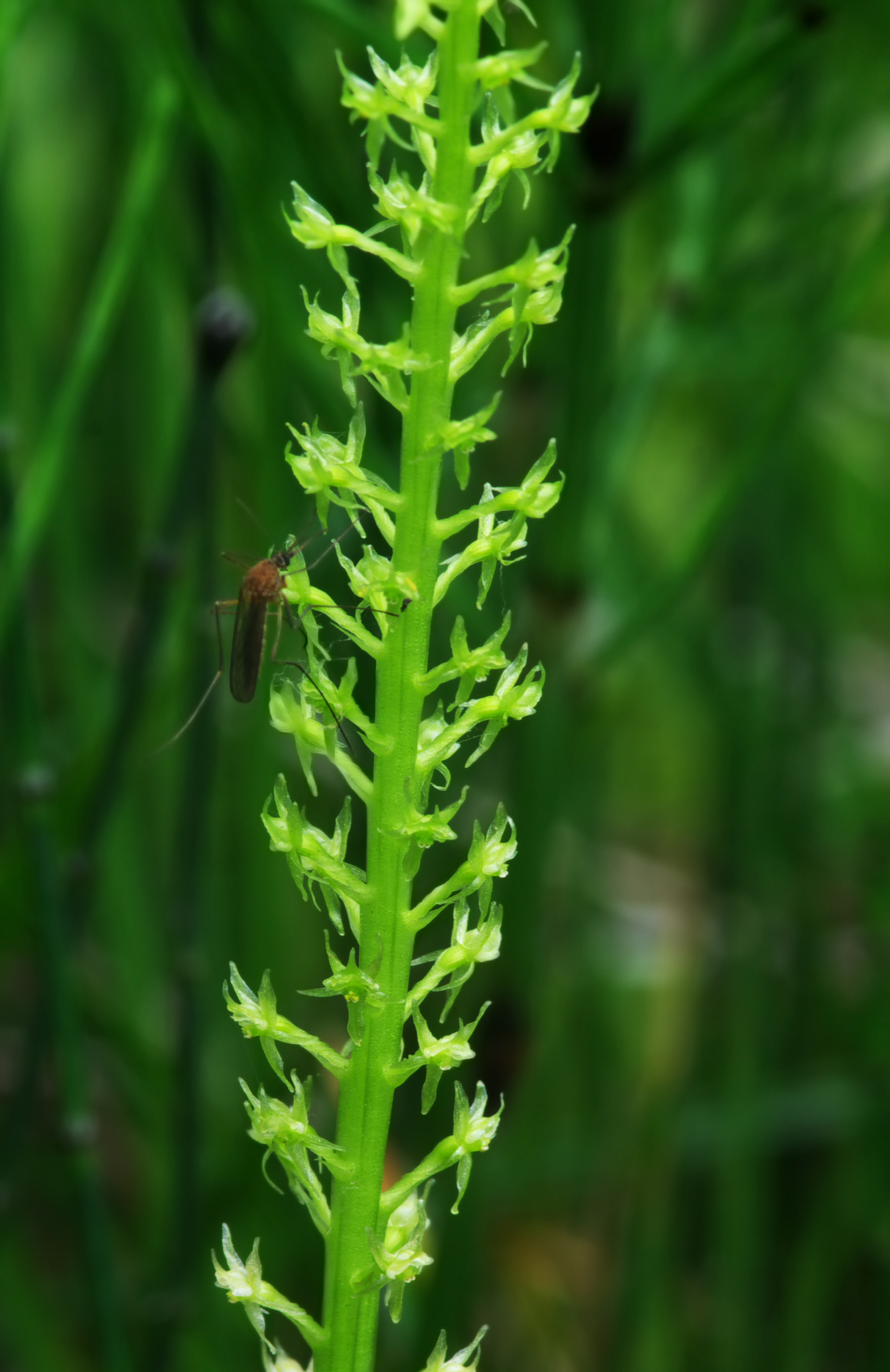
Virágzata
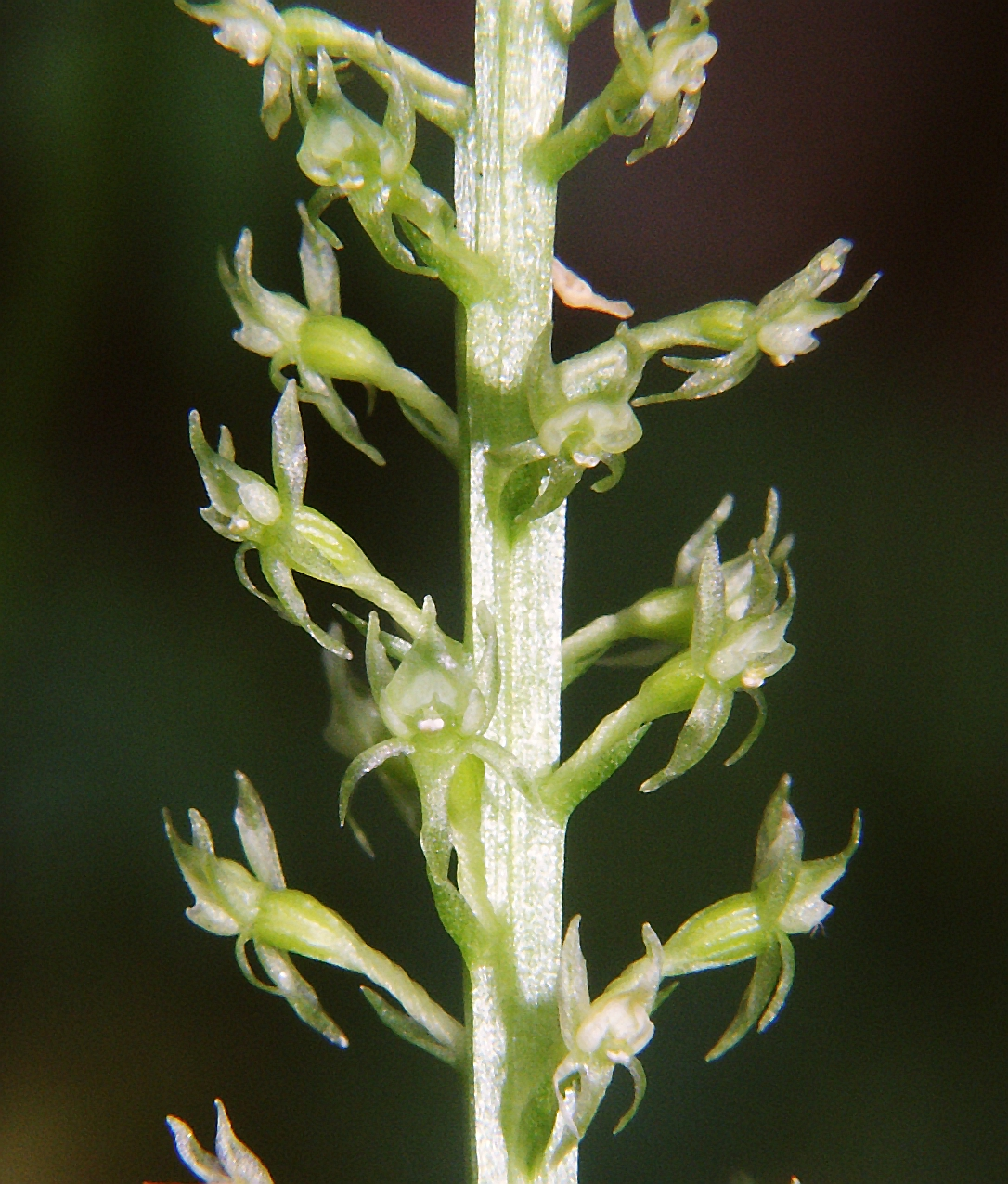
Virágai
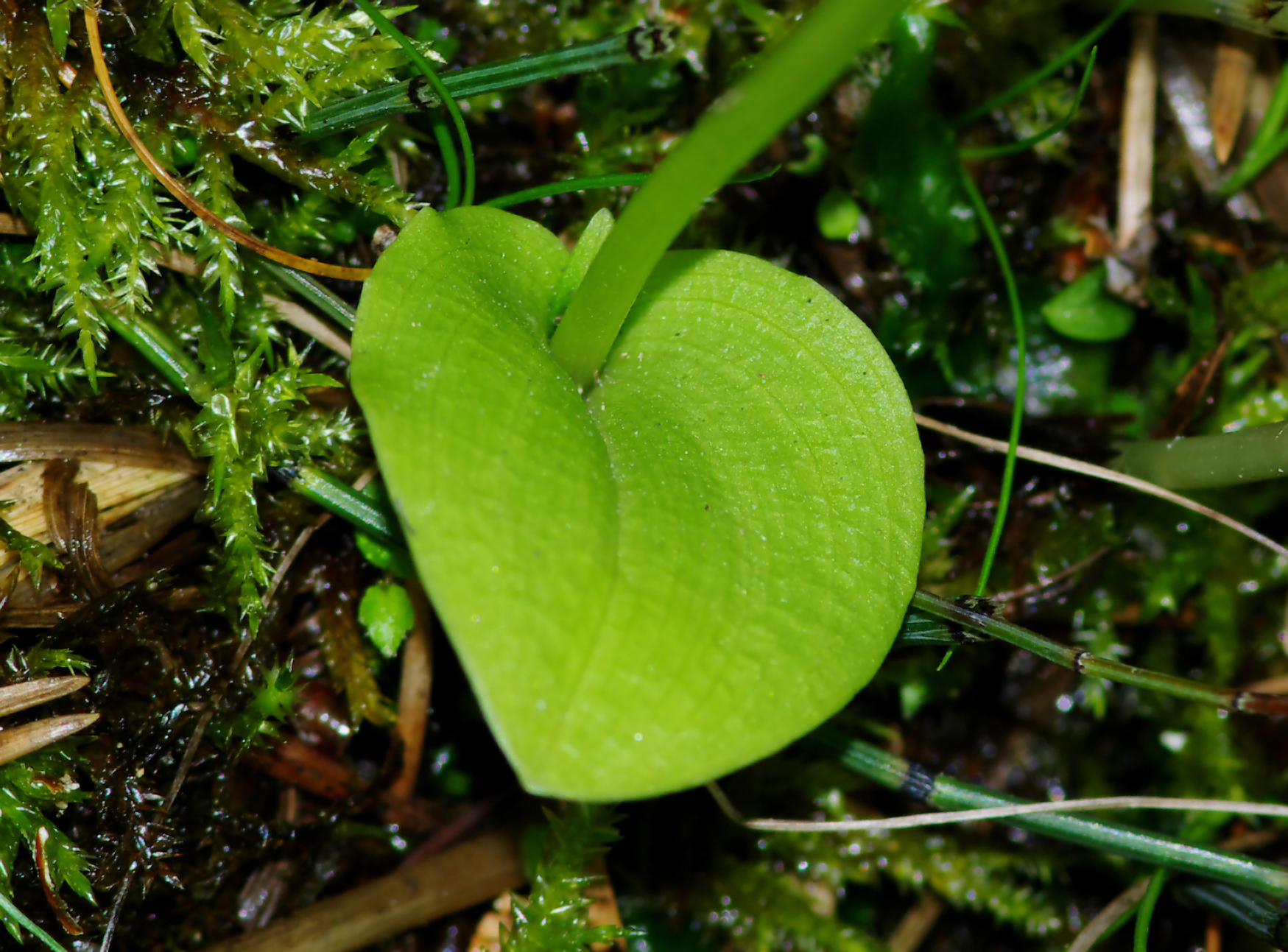
Levele
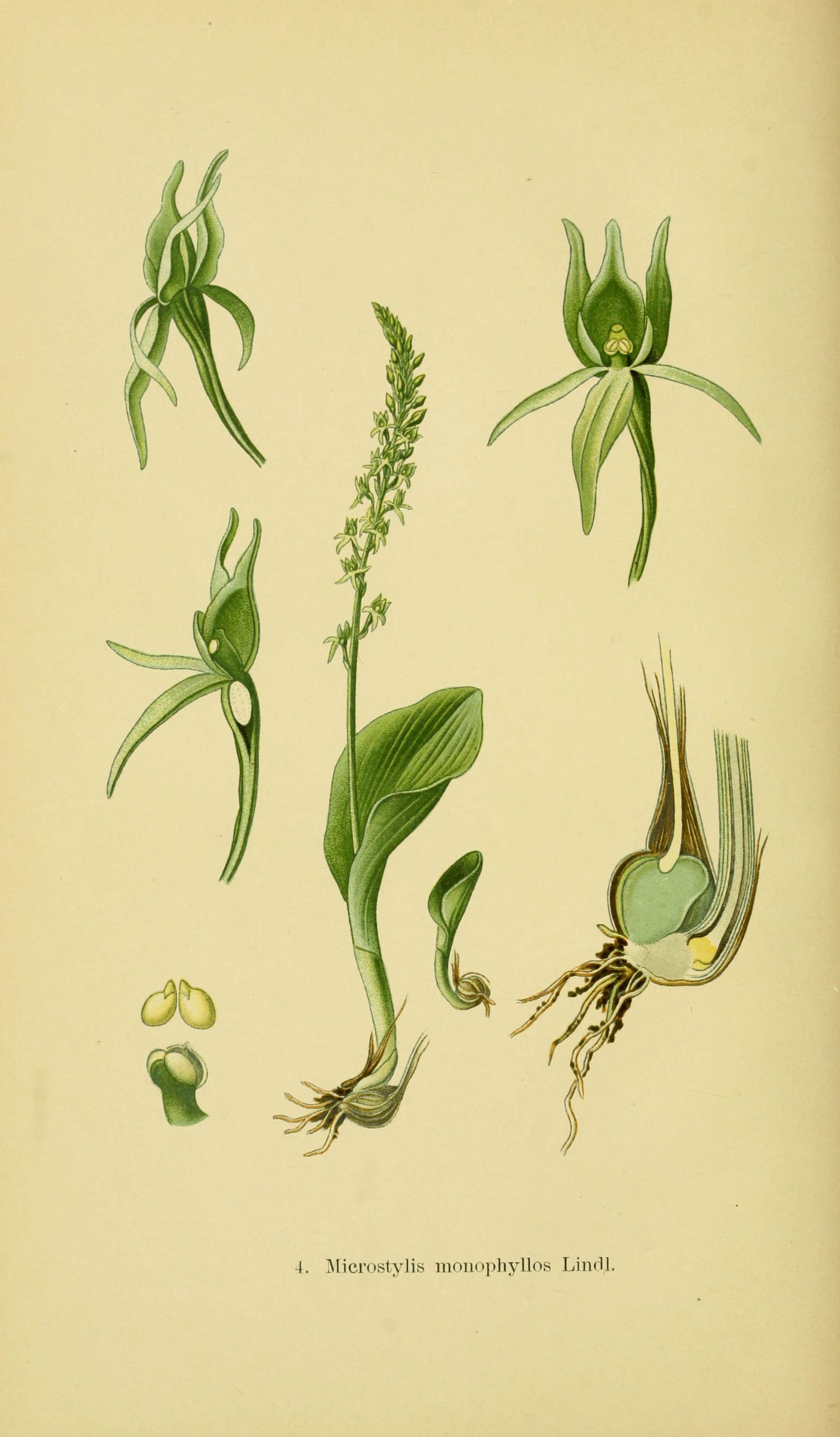
Ábrázolása egy német botanikakönyvben (1904)